# Grazbach (Mur)
Der Grazbach ist ein unterirdischer Stadtbach in Graz. 
Er entsteht durch den Zusammenfluss von Kroisbach und Leonhardbach. Unter der Kreuzung Mandellstrasse und Sparbersbachgasse im Bezirk St. Leonhard fließen beide Bäche unterirdisch zum Grazbach zusammen. Sein Verlauf folgt Teilen der Sparbersbachgasse, dem Dietrichsteinplatz und der Grazbachgasse.

## Geschichte
Bis in das 19. Jahrhundert floss der Grazbach durch die Grazer Vorstädte im Osten der Stadt und mündete auf dem Terrain des heutigen Augartenbads in die Mur. Da der Bach zwar für die Abwasserentsorgung genutzt wurde, jedoch im Sommer immer wieder austrocknete, entschloss man sich um 1879, den Bach zu begradigen und zu überbauen. 
Die Bauarbeiten wurden in zwei Etappen ausgeführt. Der Unterlauf wurde zwischen 1880 und 1883 überbaut, der Oberlauf zwischen 1885 und 1887. Im Zuge der Begradigung wurde die Mündung vom Süden des Augartens (beim Augartenbad) an den Nordrand des Parks verlegt.

## Trivia
Ab 2005 fand einige Jahre, zumindest bis 2011, lang am Tag des Wassers der Grazer Wasser-Kanallauf statt. Dieser führte vom Murufer her teilweise durch den Kanal des Grazbaches und eine Treppe oder Leiter wieder an die Straßenoberfläche.

## Vermischung mit Schmutzwasser bei Starkregenereignis
Auf der Karte der Gewässer (und Kanäle) von Graz sticht eine einzige Strecke als dreigerinnig heraus. Auf mehr als 1 km Länge und über eine mehrfach leicht geknickte Route laufen hier drei Gerinne in geringem gleichbleibenden Abstand. Zumindest im Bereich der Grazbachgasse besteht der überbaute Querschnitt des Grazbach-Kanals zwar aus einem einzigen Lumen, jedoch aus drei parallel geführten Rinnen. Mittig liegt die breitere Rinne des relativ sauberen Grazbachs mit tieferer Sohle. Links und rechts davon verlaufen die Sammelrinnen für schmutzigeres Mischwasser aus der Abwasserkanalisation beidseits des Bachs.
Den größten Teil des Jahres laufen die drei Wasserströme getrennt und sind die dazwischen liegenden Stege trocken begehbar. Das Begehen ist (Stand bis etwa Oktober 2017, vor der Errichtung von Bauzäunen für den Zentralen Speicherkanal) von der Auslauföffnung an der Mur betretbar, wenn auch ein Hinweis das Betreten für Unbefugte verbietet. Der einzige stets offene Ausstieg – über eine Leiter – besteht an der nicht überbauten Stelle nördlich der Herz-Jesu-Kirche, ein dazwischenliegender Ausstieg (Stand Juni 2019 jedoch vom Kanal aus verriegelt) über eine Treppe und eine hochzuklappende eiserne Abdeckung befindet sich einer Hausfront auf der Südostseite der Sparbersbachgasse, wenige Meter östlich der Einmündung der Schörgelgasse.
Bei geringem Wasseranfall in der Kanalisation, geringer Schüttung des ankommenden Grazbachs und nicht allzu hohem Wasserstand der Mur fließen die drei Gerinne hydraulisch getrennt dahin und sinken beide Abwasserströme kurz vor Erreichen der Kanalöffnung an der Muruferböschung in den tiefer kreuzenden linken murbegleitenden Sammelkanal, der zur Kläranlage Gössendorf führt.
Insbesondere bei einem Starkregenereignis im Einzugsgebiet der betreffenden Abwasserkanäle steigt deren Wasserführung so stark an, dass eine Mischung aus Schmutz- und Regenwasser von Schmutzwasserrinnen in das mittige Gerinne des Bachs gelangt. Eine Mischung kann auch durch Hochwasserführung vom Grazbach her eintreten. In beiden Fällen, einige Stunden an wenigen Tagen des Jahrs fließt unbehandeltes Mischwasser in die Mur, die in dieser Zeit in der Regel ebenfalls viel Wasser führt und es dadurch leichter verkraftet.

## Bau von Murkraftwerk und Speicherkanal
Mit dem Stau nach Bau (Beginn Herbst 2017) des Murkraftwerks Puntigam sank die Selbstreinigungskraft der Mur durch verringerte Fließgeschwindigkeit in diesem Bereich, weshalb das Kraftwerk nur unter der Bedingung des Baus eines Speicherkanals bewilligt wurde, der einen Großteil der Starkwasserereignisse speichern und aufnehmen kann. Es fließt in Ausnahmefällen aber weiterhin unbehandeltes Mischwasser auf Höhe des Augartens in die Mur.
Die Bürgerinitiative „Rettet die Mur“ und Werner Kogler von den Grünen kritisierten die Finanzierung des Kanals durch die Stadt Graz als Querfinanzierung des wenig rentablen Flusskraftwerks.

Bilder
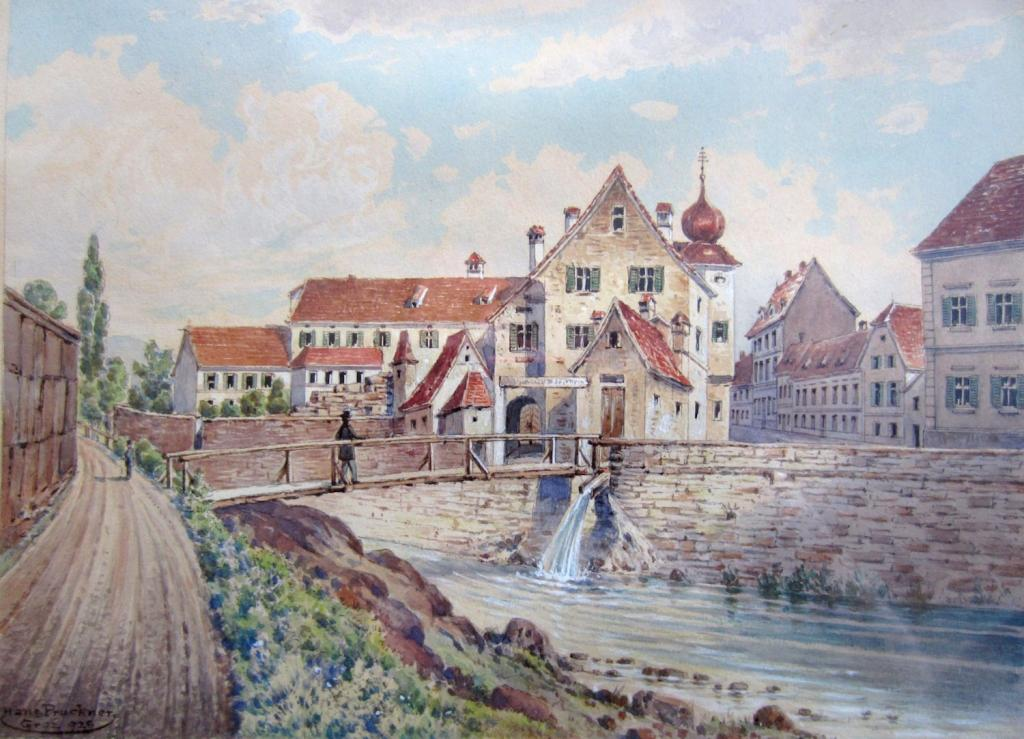
Der offene Grazbach am späteren Dietrichsteinplatz, Aquarell von 1926 nach einer Vorlage, die den Zustand 1864 zeigt
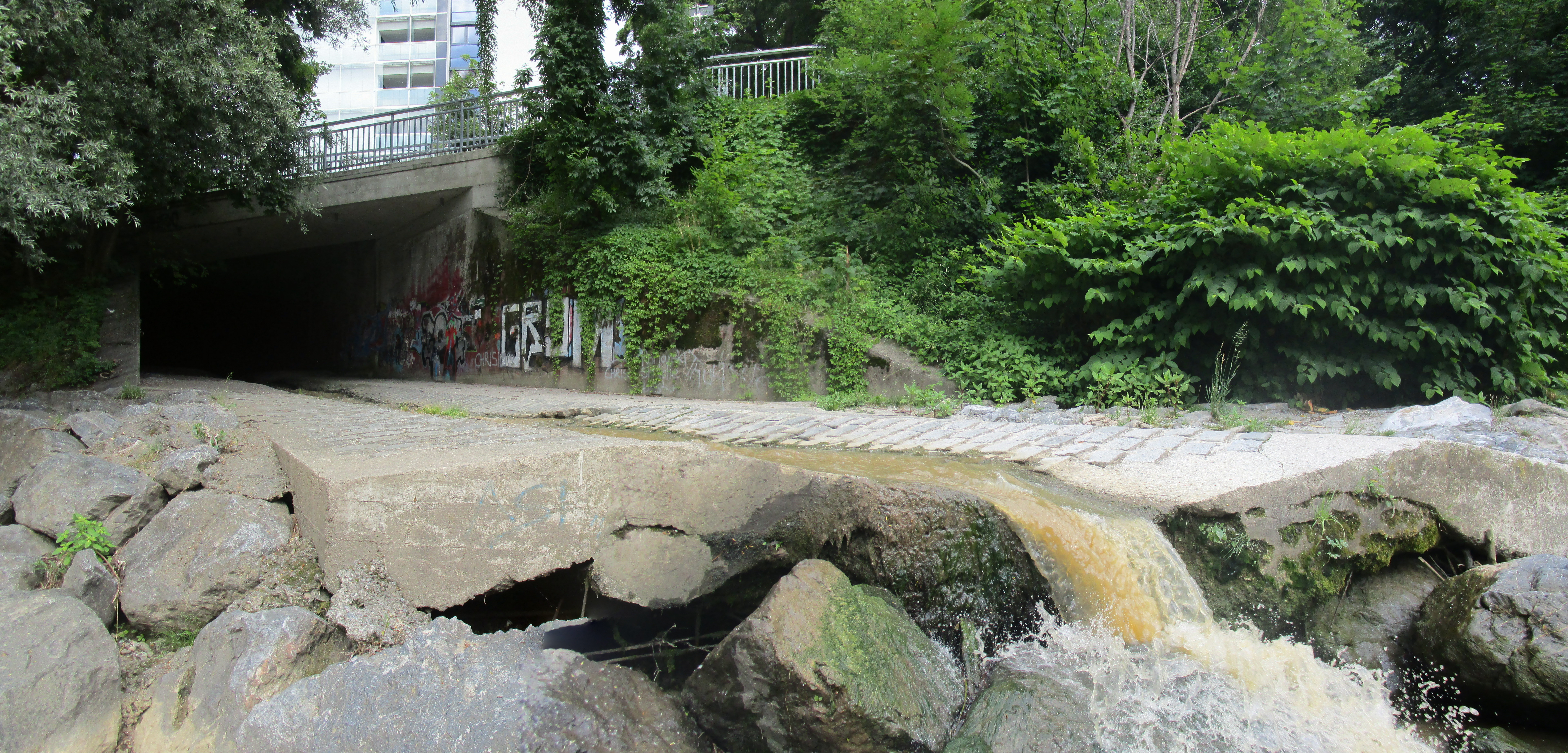
Grazbachmündung, betoniert und mit Granitpflasterung (2015)
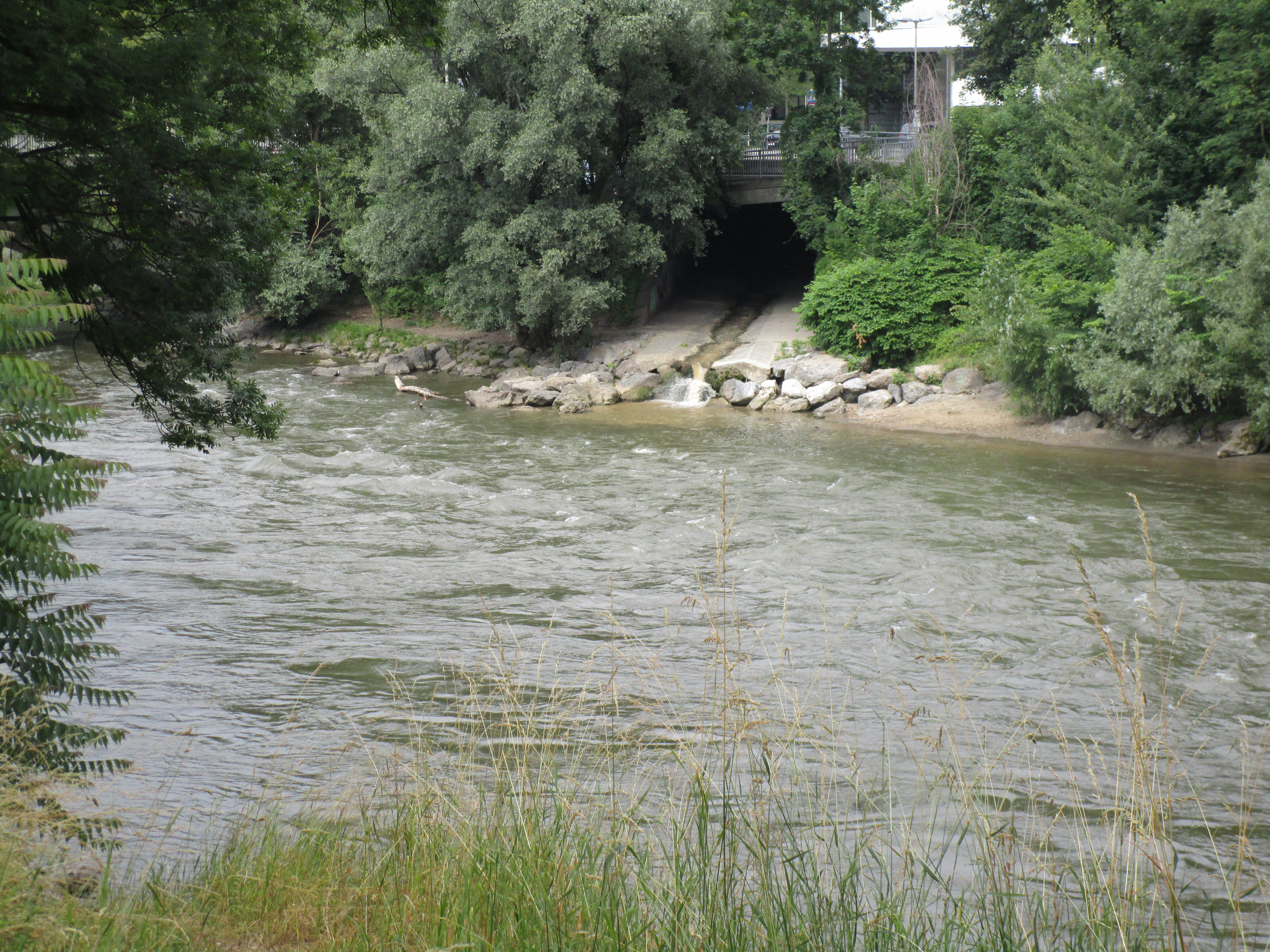
Grazbachmündung, vom gegenüber liegenden Murufer gesehen
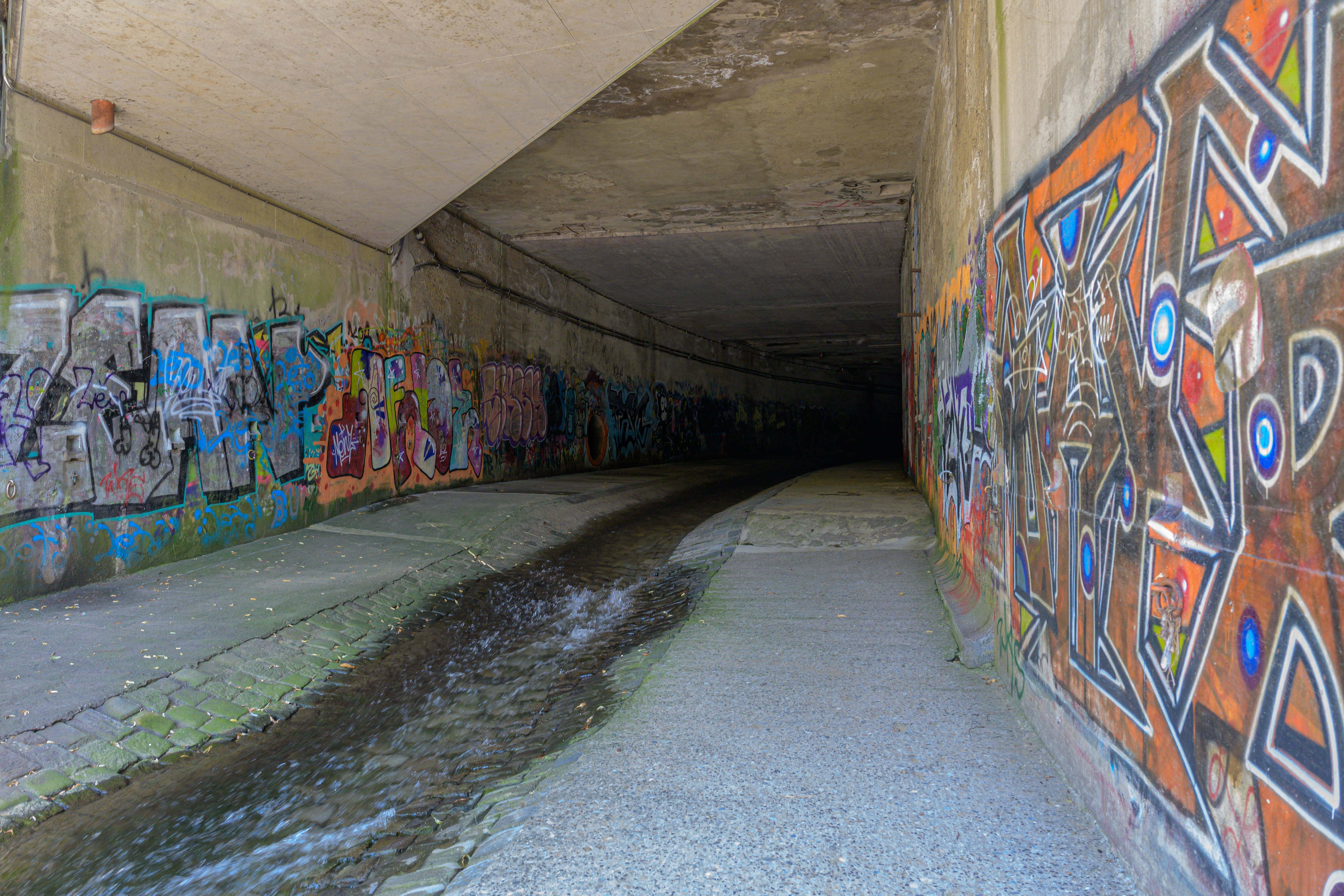
Grazbach, schon ohne Schmutzwasserrinnen, kurz vor der Mündung